# 180
El año 180 (CLXXX) fue un año bisiesto comenzado en viernes del calendario juliano, en vigor en aquella fecha.
En el Imperio romano el año fue nombrado el del consulado de Rústico y Condiano, o menos frecuentemente, como el 933 ab urbe condita, siendo su denominación como 180 a principios de la Edad Media, al establecerse el anno Domini.

## Acontecimientos
- El prefecto pretoriano Tarutenio Paterno logra una victoria decisiva contra los cuados.
- Cómodo sucede a su padre Marco Aurelio como emperador romano. Acaba la era de los Cinco buenos emperadores y de la llamada Pax Romana.[1]
- Roma crea una zona tampón de seguridad de 4 millas de ancho junto al Danubio.
- Comienzan las obras en Roma para construir una columna que conmemore las guerras llevadas a cabo por Marco Aurelio en la frontera danubiana.
- 180–395: Imperio romano tardío en Roma.
- Se construye la Porta Nigra en Tréveris (Germania).

### Religión
- Ireneo de Lyon escribe Contra las Herejías.

## Nacimientos
- Julia Soemia Basiana, emperatriz romana.
- Cecilia de Roma, Virgen, Santa y Martir Cristiana.

## Fallecimientos
- 17 de marzo: Marco Aurelio, emperador romano (n. 121). Comienza la decadencia de Roma. Defendió a las clases menos pudientes e intentó humanizar las leyes penales. Escribió Pensamientos, un compendio de preceptos morales.[2]